# Ellen DeGeneres: Relatable
Ellen DeGeneres: Relatable è un film del 2018 diretto da Joel Gallen e Tig Notaro. Si tratta di una stand up comedy scritta e interpretata dalla comica statunitense Ellen DeGeneres e pubblicata, per la prima volta, su Netflix il 18 dicembre 2018.

## Trama
L'opera è un monologo autobiografico fatto da Ellen DeGeneres in cui si sofferma in particolar modo sulla propria sessualità.

## Produzione
Le riprese sono state effettuate alla Benaroya Hall di Seattle, Washington, il 22 e 23 agosto 2018.

## Accoglienza
Sull'aggregatore di recensioni Rotten Tomatoes l'opera ha ottenuto il 92% di recensioni positive con un voto medio di 7.1/10. Su Metacritic l'opera ha ottenuto un voto di 74/100 su una base di 4 recensioni.